# 질 추디

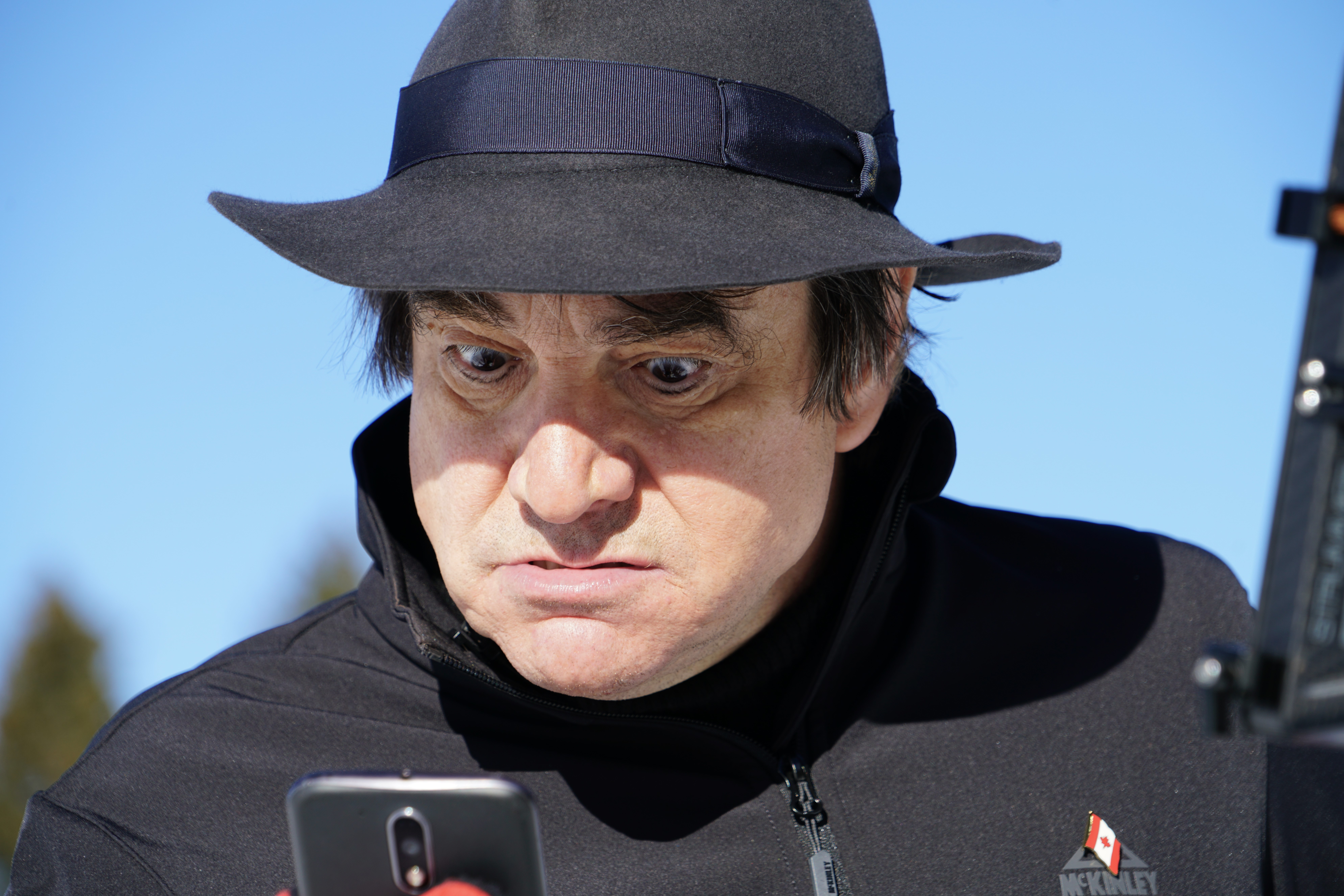

질 추디(Gilles Tschudi, 1957년 3월 6일 ~ )는 스위스의 연극 배우, 영화배우이다.
바젤에서 태어났다.

## 영화
- 테제베 여인 (2016년)
- 르 보야저 (2016년)
- 클라우즈 오브 실스마리아 (2014년) - 취리히의 시장 역
- 로미오즈 (2011년)
- 오퍼레이션 카사블랑카 (2010년)
- 무성풍령 (2009년)
- 카르고 (2009년) - 클라우스 역
- 탄두리 러브 (2008년)
- 그라운딩: 더 라스트 데이즈 오브 스위스에어 (2006년)
- 어느 겨울 (2004년)
- 삶의 색 (2002년)